# فرناندو فيلاسكو
فرناندو فيلاسكو (بالإنجليزية: Fernando Velasco)‏ هو لاعب كرة قدم أمريكية أمريكي، ولد في 22 فبراير 1985 في Harris, New York ‏ في الولايات المتحدة.

## وصلات خارجية
- فرناندو فيلاسكو على موقع مرجع كرة القدم المحترفة.كوم (الإنجليزية)